# Organoscandiumchemie
De organoscandiumchemie bestudeert verbindingen waarin een directe binding tussen koolstof en scandium voorkomt. Aangezien scandium een metaal is, is de organoscandiumchemie een deelgebied van de organometaalchemie. Organoscandiumchemie is vooral van academisch belang, hoewel een aantal groepen verbindingen ook daarbuiten aangewend worden, bijvoorbeeld als katalysator in polymerisaties. Een veelgebruikte bron voor het scandium is scandiumchloride.
Net als voor de andere elementen uit groep 3 van het periodiek systeem, zoals yttrium (organoyttriumverbindingen), en de lanthaniden, is de voornaamste vorm waarin scandium voorkomt die met oxidatiegetal +III met de elektronenconfiguratie [Ar] 3d14s2). De leden van deze groep hebben een grote ionstraal, voor Sc3+ wordt 88 pm gemeten tegen 67 pm voor Al3+, en onbezette s-, p- en d-orbitalen. Deze eigenschappen resulteren in een gedrag van hard lewiszuur, gecombineerd met de neiging tot hoge coördinatiegetallen (9 tot 12). De koolstof-metaalbinding is daardoor grotendeels ionogeen.

## Liganden
Het gros van de organoscandiumverbindingen heeft minstens een cyclopentadienylligand (Cp). De algemene structuur van deze verbindingen is CpScX2, Cp2ScX of Cp3Sc. De mononucleaire verbindingen hebben weinig toepassingen omdat ze door de gebrekkige sterische afscherming van het metaal zeer gevoelig zijn voor nucleofiele additie, zowel door specifieke nucleofielen als door oplosmiddel.
Cp2ScCl kan bereid worden op basis van cyclopentadienylnatrium:
ScCl3 + 2NaCp → ScCp2Cl + 2 NaCl
Het chlorideion kan door een groot aantal andere liganden vervangen worden, bijvoorbeeld door een allylgroep in een reactie met allylmagnesiumbromide:
ScCp2Cl + C3H5MgBr → ScCp2(η3-C3H5) + MgClBr
Verbindingen van het type Cp2ScX vormen dimeren, waarbij de X-ligand de brug vormt tussen de twee scandiumatomen. Dimerisatie wordt voorkomen als het oplosmiddel zelf aan scandium kan coördineren, zoals tetrahydrofuraan of acetonitril, of als de Cp-ligand vervangen wordt door een ruimtelijk grotere ligand zoals de Cp*-groep. De verbinding Cp*2ScCl is stabiel als monomeer.
De verbinding met drie Cp-laganden kan eveneens op basis van cyclopentadienylnatrium bereid worden:
ScCl3 + 3 NaCp → ScCp3 + 3 NaCl
De gevormde verbinding is lucht- en vochtgevoelig en vormt polymere ketens met een Cp-eenheid als koppeling tussen de verschillende eenheden en twee η5-Cp-liganden. Door een overmaat coördinerend oplosmiddel toe te voegen worden de polymeren weer verbroken.

## Navigatie
Navigatie Koolstof-elementbinding